# 克魯吉夫
49°49′55″N 25°7′38″E / 49.83194°N 25.12722°E
克魯吉夫（烏克蘭語：Кругів），是烏克蘭西部的村莊，隸屬利維夫州的佐洛奇夫區。該村面積1.18平方公里，海拔高度316米，2001年人口233，人口密度每平方公里197人。